# テイラークラフト
テイラークラフト (Taylorcraft) は、アメリカ合衆国の軽飛行機メーカーである。1935年にクラレンス・ギルバート・テイラーによって設立された。

## 歴史
1926年に、アメリカ合衆国に移民した両親の元に生まれたイギリス人航空機技術者クラレンス・ギルバート・テイラーとその弟のゴードン・テイラーがニューヨーク州ロチェスターで"テイラー・ブラザーズ・エアクラフト・コーポレーション" (Taylor Brothers Aircraft Corporation)を設立した。テイラー兄弟は最初の製品として"チャミー"と呼ばれる2人乗りの小型機を1機4,000ドルで販売したが、これは6機のみ製造された。
1928年に航空機事故でゴードン・テイラーが亡くなった後、ギルバート・テイラーは工場をペンシルベニア州ブラッドフォードに移転した。この時、ブラッドフォードでの新工場設立の出資者の一人が、後にパイパー・エアクラフトのオーナーとなる実業家のウィリアム・T・パイパーであった。
テイラーは新型機として"カブ"と呼ばれる小型機の開発を進めており、1930年9月12日に初飛行に成功したが、テイラーの会社は資金難に陥り一度倒産してしまった。このためパイパーが出資して新たに"テイラー・エアクラフト・カンパニー"(Taylor Aircraft Company)として再出発し、パイパーも役員兼管財人となった。
テイラー・エアクラフトはカブを改良しながら生産を続けたが再度経営難となり、またテイラーの病気療養中にパイパーの命令で別の若い技術者であったウォルター・ジャモウニューがカブの設計改良を行い、復帰したテイラーがジャモウニューを解雇しようとした事などから二人の仲は険悪になり、最終的にカブの製造権はパイパーがペンシルベニア州ロックヘブンに設立した新会社であるパイパー・エアクラフトに移ってしまった。パイパー・エアクラフトはこの後、ジャモウニューの改良によりJ-2、J-3として知られるパイパー "カブ"シリーズを成功させたが、テイラー自身はカブより優れた飛行機を創ると誓い、パイパーと別れ1935年に再度自身の新会社として、"テイラー・エアクラフト"を立ち上げた。
新たな出資者を探していたテイラーは1936年にオハイオ州アライアンスに工場を移転した。アライアンス市が、以前別のメーカーが複葉機を製造していた工場を半年間無料で貸し、その後良ければ48,000ドルで買わないかと持ちかけてきたためであった。テイラーはここで新しいパートナー、ウィリアム・C・ヤングと共に"テイラー・ヤング・エアプレーン・コーポレーション" (Taylor-Young Airplane Corporation)として活動を始めた。
1938年にはイギリスの子会社として"テイラークラフト・エアロプレーンズ・イングランド" (Taylorcraft Aeroplanes England Limited, ブリティッシュ・テイラークラフトとしても知られる) が設立され、1939年にはテイラー・ヤング・エアプレーンは"テイラークラフト" (Taylorcraft)に社名を変更した。
第二次世界大戦中、テイラークラフトの製造したL-2 "グラスホッパー"はライバル社となったパイパーのL-4 "グラスホッパー"と共にアメリカ陸軍航空軍の観測機・連絡機として運用され、また英国子会社のテイラークラフト・エアロプレーンズが製造した"オースター"シリーズはイギリス軍やカナダ軍で観測機・連絡機として運用された。
第二次世界大戦後は需要が急速に縮小し、1946年にはテイラークラフトは再度倒産した。1949年になってテイラーは旧会社の資産を買い取り、ペンシルベニア州コンウェイを本社とする"テイラークラフト・インコーポレイテッド" (Taylorcraft Incorporated) として再建した。テイラークラフトはモデル20シリーズなどの航空機の製造を再開したが需要は少なく、程なく工場の操業は停止してしまった。
1965年になると、チャールズ・フェリスとドロシー・フェリスの夫妻がテイラークラフトのオーナー権を購入し、1971年頃から"テイラークラフト・アビエーション" (Taylorcraft Incorporated) としてモデルF-19 "スポーツマン"の生産を再開した。その後70年代中頃にチャールズ・フェリスが死去したが、ドロシー・フェリスはオーナーを続け、生産も1985年まで細々と続けられた。
1985年にはチャールズ・ラックルが会社を買い取りペンシルベニア州ロックヘブンに工場を移転したが、翌1986年には会社は再度倒産し、資産は売りに出された。
テイラークラフトはその後も何度かオーナーが変わっているが、現在も組織としては存続しており、事業所はテキサス州ブラウンズビルに拠点を置く。航空機の新規開発や製造は行っておらず、既存機種のパーツや図面の供給などを行っている。

## 機種

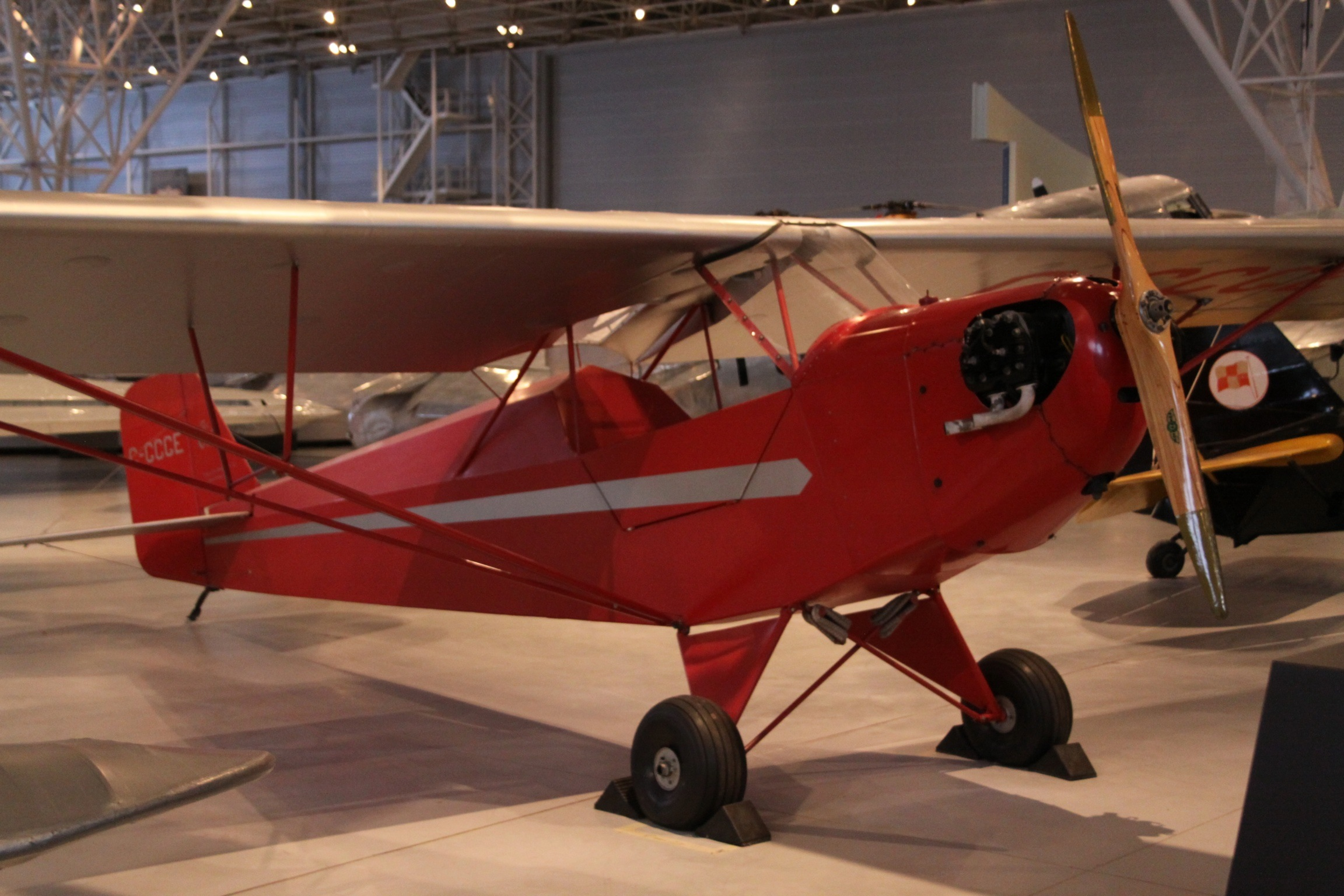
テイラー カブ

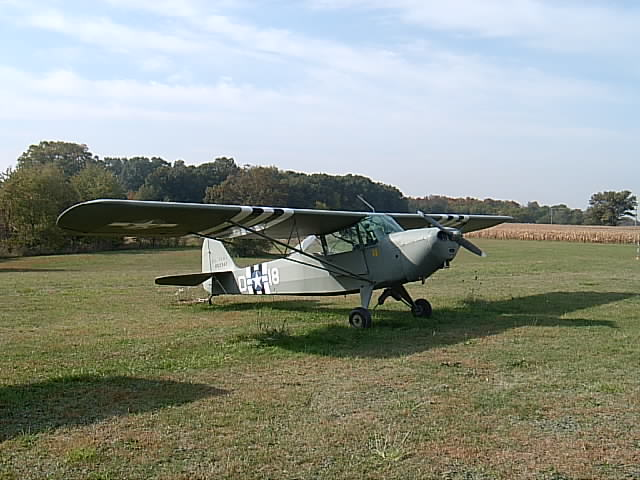
L-2 グラスホッパー

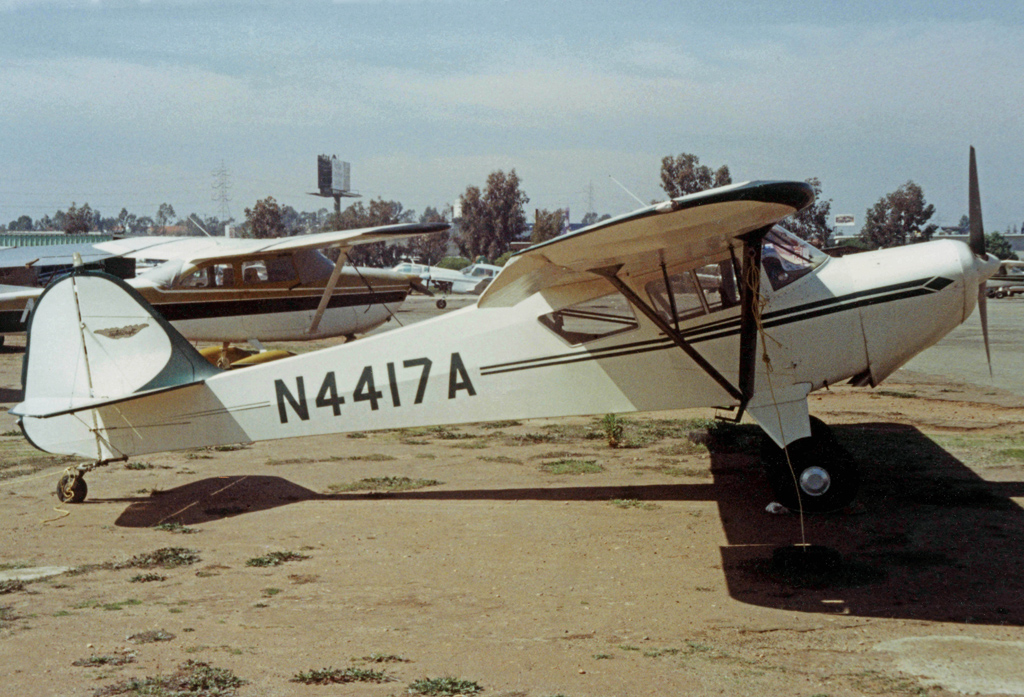
テイラークラフト F-21

- テイラー チャミー（ドイツ語版）
  - A-2, B-2, C-2
- テイラー D - グライダー型、計画のみ。
- テイラー カブ（英語版）
  - E-2, F-2，G-2, H-2
  - テイラー J-2（英語版） - パイパー J-2/J-3の原型機となった。
- テイラークラフト モデルA（ドイツ語版） - 1937年から38年にかけて約600機生産。"テイラー・ヤング モデルA"としても知られる。
- テイラークラフト モデルB（英語版、ドイツ語版） - 第二次世界大戦前に約2,400機、大戦後に改良モデルを含めて約4,500機生産。英国子会社テイラークラフト・エアロプレーンズのオースター Iの原型機となった。
- 「モデルC」の名称は英国子会社テイラークラフト・エアロプレーンズの"プラスC"との混同を避けるため使用されなかった。
- テイラークラフト モデルD（ドイツ語版） - 民間向けに200機生産され、その後下記軍用モデル"L-2"に生産が移行した。
  - テイラークラフト L-2 グラスホッパー（英語版） - モデルDの軍用連絡機型。1,891機生産。
  - テイラークラフト TG-6 - L-2をベースにした訓練用グライダー型。
  - テイラークラフト LBT（英語版） - L-2をベースにしたアメリカ海軍向けのグライダー/滑空爆弾モデル。1944年、25機生産。
- テイラークラフト モデル20（英語版） - 1950年代、38機生産。
  - モデル20 ランチワゴン
  - モデル20 ゼファー
  - モデル20 トッパー - 農業機型。
  - モデル20 シーバード - 水上機型。
- テイラークラフト F-19 スポーツマン（英語版） - モデルBの改良型で、1970年代に販売された。120機生産。
- テイラークラフト F-21（英語版） - 1980年代以降、43機生産。